# 分団長
分団長(ぶんだんちょう)とは、団と称する機関・組織の下部組織である分団の長のこと。主に消防団員・水防団員の階級のひとつ。

## 消防団における分団長
消防団における分団長は、一般的な階級制度に基づく場合、団長、副団長に次ぐ第3位にあり、分団の長である。消防団の中級幹部であるとともに、災害現場(被災地等)において直接指揮をとる、現場指揮者としての性格を有する。
平時にあっては、消防団幹部会議にて審議及び議決をする一方、分団の定例会を開催する場合、そのとりまとめを行う他、団員の人事や役割の割り振り等を旨とする。
適宜、消防本部ないし日本消防協会、都道府県消防協会等が催す消防団幹部研修を受ける。
日本消防協会の幹部職章を佩用することができる。